# Léon de Lalanne
Pour les articles homonymes, voir Lalanne.
Pour l’homme politique français, voir Léon Lalanne.
Léon de Lalanne (né vers 1642 à Bordeaux et mort le 6 août 1700) est un ecclésiastique qui fut évêque de Dax de 1684 à 1688 puis évêque de Bayonne de 1688 à 1700.

## Biographie
Léon de Lalanne est issu d'une famille de parlementaires de Bordeaux. Il est le fils d'Alphonse de Lalanne, seigneur de Tustal et de Jeanne de Tustal et probablement filleul de son oncle homonyme Léon abbé de Saint-Ferme qui lui cède successivement la plupart de ses bénéfices ecclésiastiques. Conseiller aux requêtes, nommé à 23 ans doyen de la basilique Saint-Sernin de Toulouse en 1651, il permute ce bénéfice en 1653 pour les prieurés de Lamothe-Montravel en Périgord et de Saint-Alpinien au diocèse de Limoges. Il fut aussi prieur de Saint-Martin-d'Hères en 1667, de Flaujagues, Monheurt, et enfin, nommé par le Saint-Siège prieur de l'église Saint-Pierre de Mons à Belin-Beliet en avril 1675. Il fut également pourvu dès 1667 en commende de l'abbaye de Saint-Ferme dans le diocèse de Bazas.
Il est grand vicaire de Dax, quant à la suite de la démission de Paul-Philippe de Chaumont, il est désigné par le roi comme évêque de Dax en 1684. Toutefois du fait de l'affaire de la régale qui oppose depuis 1682 la cour de France au Saint-Siège, il ne reçoit pas ses bulles pontificales et n'est pas consacré. Il dirige le diocèse comme vicaire général ou vicaire capitulaire jusqu'à ce qu'il soit nommé évêque de Bayonne.
Il est transféré comme évêque de Bayonne en 1688 mais il est il n'est consacré qu'en 1692 par l'archevêque d'Auch. Il meurt d'apoplexie au château de Tustal le 6 août 1700. Son corps fut inhumé dans l'abbaye de Saint-Ferme le 16 août suivant, et son cœur déposé dans la cathédrale de Bayonne.